# Імоїну
Імоїну (Емоїну) — богиня в міфології та релігії Мейтей Стародавнього Канглейпака (Античний Маніпур), богиня домашнього господарства, вогнища, сім'ї, каміна, кухні, багатства, миру та процвітання. Її часто асоціюють з Леймарелем Сідабі. Вона вважається одним із втілень або уявлень богині Леймарель Сідабі.
Особистість Емоїну та інших богинь, таких як Пантхойбі та Фуойбі, зображують сміливими, відважними, незалежними, праведними, що підтримують соціальний статус жінок Мейтей.

## Ім'я

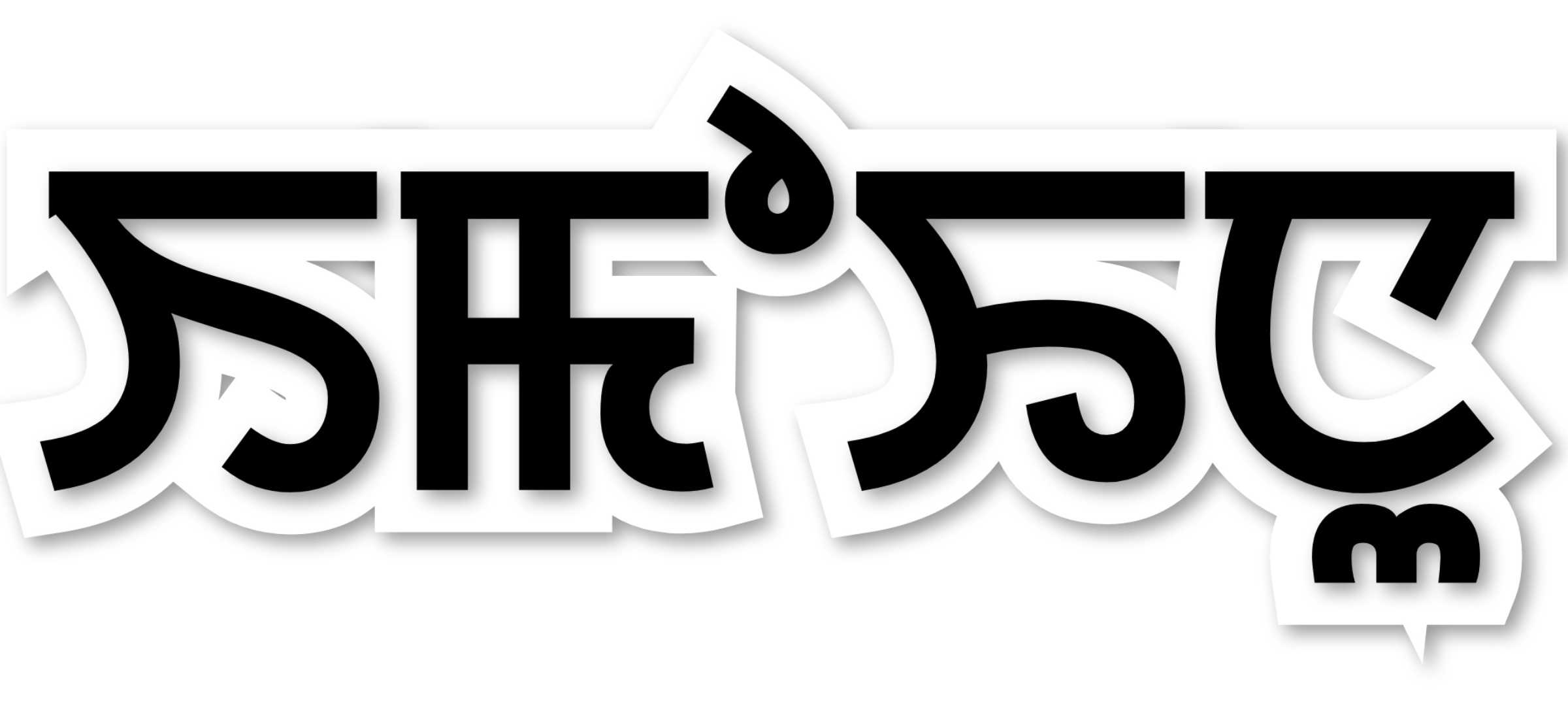
«Імоіну», божественне ім'я, написане архаїчною мовою мейтей

Значення імені «Емоїну Ахонгбі» можна знайти, розділивши його на складові слова. Тут «E» означає людина. «Мої» стосується зростання. «Ну» стосується жіночого божества або богині. Отже, «Емоїну» означає богиня, яка виховує людей. «Ахонбі» означає дарувальник великої хатньої власності.

## Опис

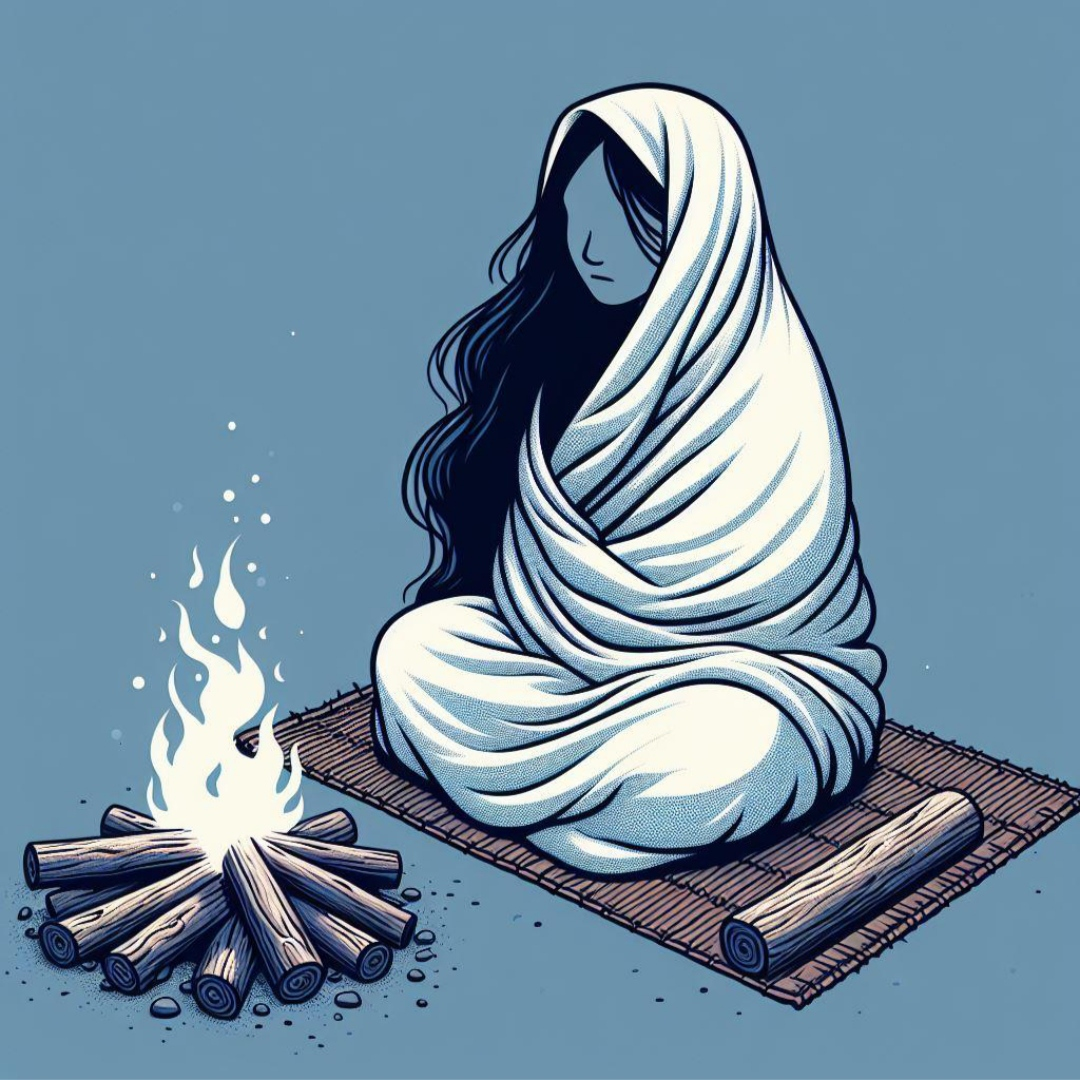
Імоїну

Доктор Парратт описав Емоїну Ахонгбі (псевдонім Емоїну Ахонг Ачаубі) як іншу форму богині Леймарел Сідабі. Леймарель Сідабі — верховна мати. Імоїну вважають винахідливою жінкою. Вона завжди дарує багатство і процвітання людству. Прийнято вважати, що вона набуває людських рис. Вона мешкає біля вогнища. Вважається, що богиня контролює і регулює гарну поведінку людей.
Імоїну Ахонг Ачаубі — богиня доброї моральної поведінки, окрім багатства та процвітання. За соціальним кодексом поведінки, жінка Мейтей повинна виходити з дому тільки після молитов і поклоніння богині та іншим домашнім божествам. Повернувшись додому, вона повинна знову помолитися божеству.
Народ Мейтей вірив, що богиня Імоїну живе в будинках тих, хто неухильно дотримується її улюблених соціальних і моральних норм поведінки. Імоїну благословляє таких людей нунгай яїфаба (благополуччя і процвітання), ватта падаба (не мають ні дефіциту, ні надлишку), текта кайдаба (оминають життєві проблеми) і пунші нунгшангба (довге життя). Це основні потреби життя у світі людей.

## Міфологія

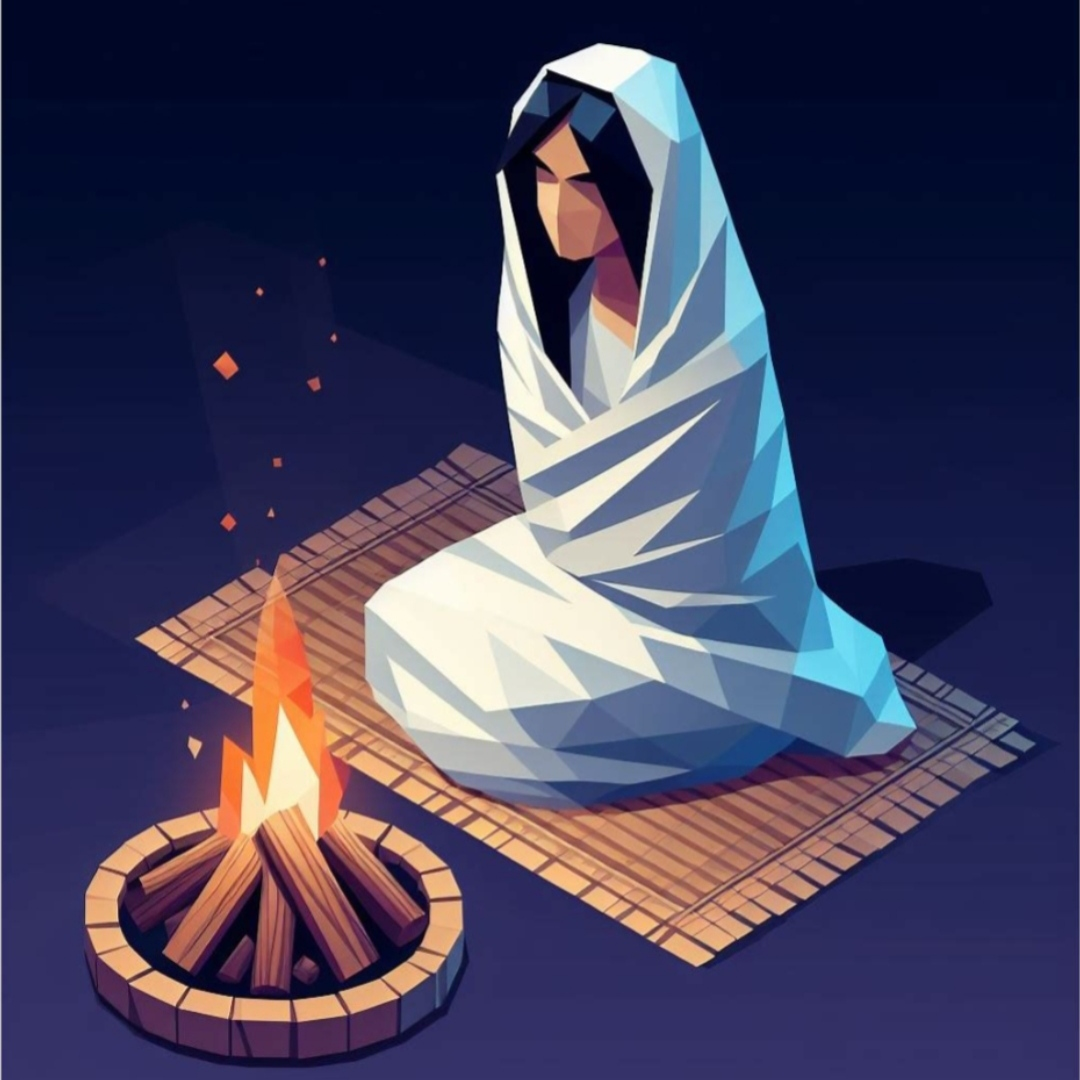
Імоїну

### Походження
Після створення неба і планет Сідаба (Верховна Істота) наказав своїй дружині Леймарел Сідабі (перша жінка), щоб створити ще одну Леймарель. Друга Леймарель буде другою жінкою. Її обов'язком було піклуватися про людство на планеті під назвою Земля. Богиня Леймарел Сідабі підкорилася наказу свого божественного чоловіка. Вона створила ще одну Леймарель. Зовнішній вигляд другої Леймарель був схожий на першу Леймарель. Перша Леймарель назвала другу Леймарель «Емоіну Ахонгбі».

### Кохання
Одного разу богиня Імоіну закохалася в чоловіка. Вони поклялися бути чоловіком і дружиною. Одного разу вона відвідала його будинок за його відсутності. Вона виявила, що він уже одружений з іншою жінкою. Дізнавшись про це, вона пожертвувала своїм коханням. Вона поклялася більше не бачити цього чоловіка. Вона ніколи ні з ким не була одружена і залишилася незайманою богинею.

## Поклоніння

### Стародавнє богослужіння
Імоїну (Емоіну) — богиня вогнища. Їй щорічно поклоняються 12-го числа Мейтей місяця Вакчінг (грудень-січень). Попри цю щорічну подію, їй також поклоняються щодня. Щоденне богослужіння є частиною ритуалу Мейтей. Це робиться в кожній родині мейтей з пропозицією невеликого вареного рису перед їжею.

### Сучасне богослужіння
У наш час майже немає домогосподарств із належним фунга лайру (традиційни вогнищем). Тому розроблений сучасний камін. Тут проводяться традиційні обряди та ритуали на честь богині.
Існує багато змін у способі поклоніння богині Імоїну. Однак суть і важливість завжди залишаються незмінними.

## Фестиваль

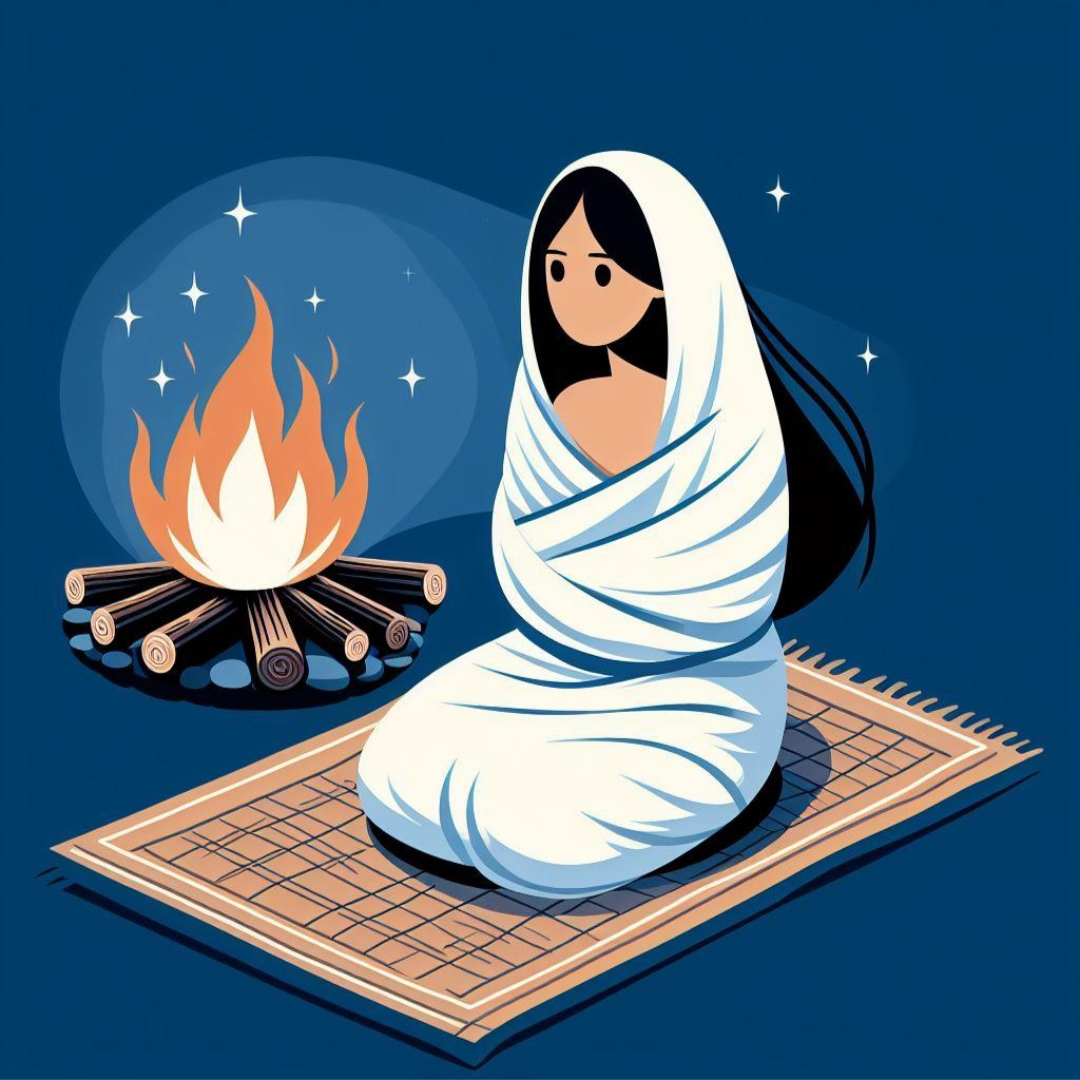
Імоїну

Імоїну Ератпа (Emoinu Eratpa) — релігійне свято, присвячене богині Імоїну (Емоіну). Відзначається щороку 12-го числа місяця Вакхінг (грудень-січень). Традиційно богослужіння та молитви проводяться в кожному будинку. Під час проведення фестивалю Імоїну Ератпа також відзначається в більш широких масштабах у громадських закладах.
Де б не проводився фестиваль, богині Імоіну пропонують сезонні фрукти, овочі та рибу.

## Використання імені

### У комерції
Іма Кейтель (англ. Mothers' Market) є єдиним у світі жіночим ринком. Має три великі будівельні комплекси. Imoinu Ima Keithel є комплексом номер 2 на ринку. Йому передує Леймарел Сідабі Іма Кейтель (Комплекс № 1), а за ним — Фуойбі Іма Кейтель (Комплекс № 3). Цей 500-річний ринок розташований у центрі Імпхала індійського штату Маніпур .

## Пов'язані сторінки
- Ірейма (Ерейма) — богиня води Мейтей
- Леймарел (Леймалель) — богиня землі Мейтей
- Нгалейма — богиня риби Мейтей
- Пантхойбі — богиня цивілізації, любові і війни Мейтей
- Фуойбі — богиня сільськогосподарських культур Мейтей
- Тумлейма — богиня солі Мейтей
- Контуджам Тамха Лайрембі — богиня, дружина бога неба Салайлена.

## Інші вебсайти
- E-pao, Imoinu [Архівовано 6 лютого 2022 у Wayback Machine.]
- Е-пао, Емоіну [Архівовано 6 лютого 2022 у Wayback Machine.]
- Інтернет-архів, Imoinu
- Інтернет-архів, Emoinu
- Маніпурсько-англійський словник для учнів, Imoinu [Архівовано 6 лютого 2022 у Wayback Machine.]